# Beverbeek Classic
La Beverbeek Classic est une course cycliste belge disputée à Hamont-Achel, dans la Province de Limbourg.
Créée en 1998, c'était une épreuve amateur jusqu'en 2003. Elle n'a pas été organisée en 2004. Elle a ensuite intégré l'UCI Europe Tour en 2005, en catégorie 1.2. Elle est par conséquent ouverts aux équipes continentales professionnelles belges, aux équipes continentales, à des équipes nationales et à des équipes régionales ou de clubs. Les UCI ProTeams (première division) ne peuvent pas participer.

## Palmarès
| Année | Vainqueur           | Deuxième         | Troisième         |
| ----- | ------------------- | ---------------- | ----------------- |
| 1998  | Pascal Appeldoorn   | Paul van Schalen | Steven De Cuyper  |
| 1999  | Marcel Luppes (nl)  | Eric Torfs       | Koen Dierickx     |
| 2000  | Nico Mestdach       | Kris Deckers     | Tom Boonen        |
| 2001  | Koen Das            | Jan Klaes        | Steven Persoons   |
| 2002  | Philippe Vereecke   | Tom Braem        | Mathieu Lamothe   |
| 2003  | Mark Vlijm          | Hans Dekkers     | Johan Vansummeren |
| 2004  | non disputée        | non disputée     | non disputée      |
| 2005  | Jarno Van Mingeroet | Hans Dekkers     | Steve Schets      |
| 2006  | Evert Verbist       | Tom Veelers      | Alain van Katwijk |
| 2007  | Nico Sijmens        | Martijn Maaskant | Dennis Kreder     |
| 2008  | Johan Coenen        | Thomas Berkhout  | Domenik Klemme    |
| 2009  | Andreas Schillinger | Maarten Neyens   | Dennis Vanendert  |
| 2010  | Yannick Eijssen     | Edwig Cammaerts  | Gregory Joseph    |
| 2011  | Evert Verbist       | Dries Hollanders | Sven Jodts        |
| 2012  | Tom Van Asbroeck    | Ian Wilkinson    | Alexandre Blain   |
| 2013  | Nick van der Lijke  | Dries Hollanders | Tom Vermeer       |
| 2014  | Rob Leemans         | Joren Segers     | Rutger Wouters    |